# Cheslin Kolbe
Pour les articles homonymes, voir Kolbe.

a Compétitions nationales et continentales officielles uniquement.

b Matchs officiels uniquement.
Dernière mise à jour le 16 août 2025.
Cheslin Kolbe, né le 28 octobre 1993 à Kraaifontein (Afrique du Sud), est un joueur international sud-africain de rugby à sept et de rugby à XV. Il joue aux postes d'arrière ou d'ailier au RC Toulon de 2021 à 2023 après quatre ans au Stade toulousain.
En 2012, il fait ses débuts avec l'équipe d'Afrique du Sud de rugby à sept avec qui il dispute les World Rugby Sevens Series, la coupe du monde et les Jeux olympiques, où il remporte la médaille de bronze en 2016. Le 8 septembre 2018, il fête sa première sélection avec les Springboks, lors de la troisième journée du Rugby Championship, face à l'Australie.
Entre 2013 et 2017, il dispute la Currie Cup avec la Western Province (vainqueur en 2014) et le Super rugby avec les Stormers. En 2017, il rejoint l'Europe et le Stade toulousain où il s'impose rapidement comme un joueur essentiel de l'équipe.
En 2019, il remporte le championnat de France avec le Stade toulousain et le Rugby Championship avec l'Afrique du Sud. Il devient champion du monde avec l’Afrique du Sud le 2 novembre 2019, contribuant à la victoire de son équipe en finale face à l'Angleterre en marquant le dernier essai du match.
Il remporte la Coupe d'Europe et un second championnat de France en 2021 avec le Stade toulousain. En 2021, il rejoint le RC Toulon. Le club rachète ses deux dernières années de contrat au Stade toulousain. Il est pour la deuxième fois consécutivement champion du monde avec les Springboks au terme de la Coupe du monde 2023
Joueur petit, léger (74 kg) et courageux, il utilise ses qualités d'appuis et de vitesse pour battre ses adversaires. Mais évoluant à un poste exposé en termes de chocs et de contacts, son positionnement sur le terrain fut remis en question au début de sa carrière.

## Carrière

### Débuts professionnels (2012-2013)

#### Les premiers pas
Cheslin Kolbe fait ses débuts avec l'équipe d'Afrique du Sud à sept en mai 2012, il est alors âgé de 18 ans, durant le tournoi de Londres. La saison suivante, il dispute trois tournois des World Sevens Series, à Port Elizabeth, à Wellington et à Las Vegas où il terminera respectivement troisième, septième ex-aequo et premier.
Cheslin Kolbe a fait ses débuts professionnels à XV en 2013 à l'occasion de la Vodacom Cup avec la Western Province lors d'une rencontre face aux Boland Cavaliers. Un mois plus tard, en avril 2013, il est sélectionné avec la franchise de Super Rugby des Stormers pour un match contre les Sharks,.

#### International -20 et coupe du monde à sept
Durant le mois de juin 2013, il est retenu avec l'équipe d'Afrique du Sud des moins de 20 ans, avec qui il dispute le championnat du monde junior en France. L'Afrique du Sud termine à la troisième place de la compétition en battant la Nouvelle-Zélande (41-34),. En janvier 2017, Fabien Pelous, directeur sportif du Stade toulousain, alors futur club de Cheslin Kolbe, et entraineur de la France lors de la compétition, dira à propos du recrutement du joueur : « J’avais repéré ce joueur atypique dans le rugby sud-africain lors de la Coupe du Monde U20 qui se déroulait en France et durant laquelle Cheslin avait électrisé de nombreux adversaires ». Cheslin Kolbe dispute la compétition aux côtés de ses coéquipiers en sélection nationale à sept, Justin Geduld et Seabelo Senatla. Avec ce dernier, il sera par ailleurs retenu pour la coupe du monde de rugby à sept débutant quelques jours après la fin du championnat du monde junior. Les Sud-Africains sont éliminés en quart de finale face aux Fidji (10-12).
En aout 2013, il fait ses débuts en Currie Cup avec la Western Province. En octobre 2013, pour la finale de la Currie Cup, il est titularisé au poste d'ailier contre les Natal Sharks (défaite 19-33),.

### Installation au haut niveau (2014-2017)

#### Affirmation en club et en province
À la suite du départ de l'arrière Gio Aplon à Grenoble la saison suivante, son coéquipier chez les Biltzboks, Seabelo Senatla, rejoint la Western Province en tant qu'ailier, laissant la place d'arrière à Cheslin Kolbe, aussi bien en Currie Cup qu'avec les Stormers,. La Western Province se qualifie de nouveau pour la finale de la Currie Cup 2014 face aux Golden Lions avec Cheslin Kolbe titularisé au poste d'arrière (victoire 19-16). Les deux équipes se retrouvent au même stade de la compétition l'année suivante, de nouveau avec une titularisation de Cheslin Kolbe, mais cette fois, les Golden Lions remportent le match (24-32).

#### Parcours à sept et médaille olympique
En juillet 2016, il est retenu avec la sélection Sud-africaine pour participer aux premiers Jeux olympiques de l'histoire de la discipline. Il dispute les six rencontres de son équipe, à chaque fois en tant que remplaçant. L'Afrique du Sud sort première de la poule après ses victoires contre l'Espagne (24-0) et la France (26-0) et ce malgré une défaite contre l'Australie (5-12). Lors de la phase à élimination directe, les Blitzboks remportent leur quart de finale contre ces mêmes Australiens (22-5), joués pour la seconde fois de la journée. Les Sud-Africains échouent ensuite en demi-finale face à la Grande-Bretagne (5-7) et remportent finalement la médaille de bronze en battant le Japon (52-14) avec un essai de Cheslin Kolbe.

#### Au seuil desSpringbokset départ
La Western Province termine à la troisième place de la Currie Cup cette saison et elle se fait éliminer en demi-finale face aux Blue Bulls (30-36). En novembre 2016, il est retenu dans la sélection Sud-africaine pour la tournée européenne durant laquelle il ne jouera aucun match. Quelques semaines plus tard, le Stade toulousain, club de Top 14, annonce le recrutement de l'arrière sud-africain à partir de la saison suivante après la saison 2017 de Super Rugby. Le 3 mars 2017, la fédération Sud-africaine de rugby annonce une nouvelle règle de sélection pour les joueurs évoluant en Europe : seuls les joueurs ayant disputé plus de trente matchs avec les Springboks pourront être sélectionnés dans l'équipe de la nation arc-en-ciel, rendant Cheslin Kolbe inéligible à la sélection nationale.
Pour la saison 2017, les Stormers recrutent un nouvel arrière en la personne de SP Marais (en) en provenance des Bulls. Les performances de ce dernier poussent l'entraîneur à replacer Cheslin Kolbe au poste d'ailier. Cette saison, il inscrit un total de neuf essais et il est titularisé pour le quart de finale face aux Chiefs (défaite 11-17). Il est membre de l'équipe type de compétition officialisée par les organisateurs et se basant sur des statistiques. Ainsi, Cheslin Kolbe est le joueur battant en moyenne le plus de défenseurs par course ballon en main avec un score de 1,7. En août 2017, il quitte sa province et sa franchise de cœur pour l'Europe et le Top 14.

### Départ au Stade toulousain et premières capes (2017-2021)

#### Première saison explosive (2017-2018)
Il s'engage fin 2016 avec le Stade toulousain pour lequel il joue à partir de la saison 2017-2018 de Top 14. Pour son premier match officiel sous ses nouvelles couleurs, Cheslin Kolbe est à l'origine du premier essai de son équipe et à la conclusion du second, réalisant ainsi une bonne performance. Il s'impose rapidement comme un membre important de l'équipe toulousaine au poste d'ailier, étant décisif en inscrivant six essais lors des neuf premières journées de Top 14,. Le Stade toulousain termine à la troisième place du classement général, mais échoue en match de barrage face au Castres olympique. Kolbe termine la saison avec neuf essais inscrits en Top 14.

#### Premières capes, champion de France (2018-2019)
Titularisé pour le premier match de Top 14 2018-2019 face au LOU, il se montre décisif. Il est alors rappelé par Rassie Erasmus pour intégrer l'équipe d'Afrique du Sud à l'occasion du Rugby Championship. Il obtient sa première cape en tant que remplaçant face à l'Australie le 8 septembre. La semaine suivante, il inscrit son premier essai avec les Boks en participant à la victoire face aux All Blacks (36-34), la première pour les joueurs de la nation arc-en-ciel sur le sol néo-zélandais depuis 2009. Il est titularisé pour la suite de la compétition, soit deux matchs face aux deux adversaires déjà rencontrés, et inscrit un nouvel essai face à la Nouvelle-Zélande,.
Le 4 novembre 2018, il prolonge son contrat avec le Stade toulousain jusqu'en 2023. En 2018-2019, il remporte le bouclier de Brennus avec Toulouse. Il reçoit de nombreuses récompenses personnelles pour ses performances, et sa reconnaissance est actée aussi bien auprès du public que des professionnels, recevant le titre de meilleur joueur de la saison lors de la nuit du rugby.

#### Champion du monde 2019
Cheslin Kolbe est sélectionné pour participer à la Coupe du monde 2019 au Japon. Il inscrit trois essais, dont un doublé en phase de poule face à l'Italie puis un essai en finale face à l'Angleterre.
Cet essai en finale, avec son crochet sur Owen Farrell et sa célébration avec un poing rageur marquent les esprits. Il change de statut et devient une star mondiale du rugby.

#### Saison 2019-2020
Grâce à ces titres et à ses performances sur le terrain, Kolbe devient un des joueurs les plus populaires auprès des supporteurs du club. La saison se termine prématurément en raison de la pandémie de Covid 19.

#### Un drop monumental et un doublé (2020-2021)

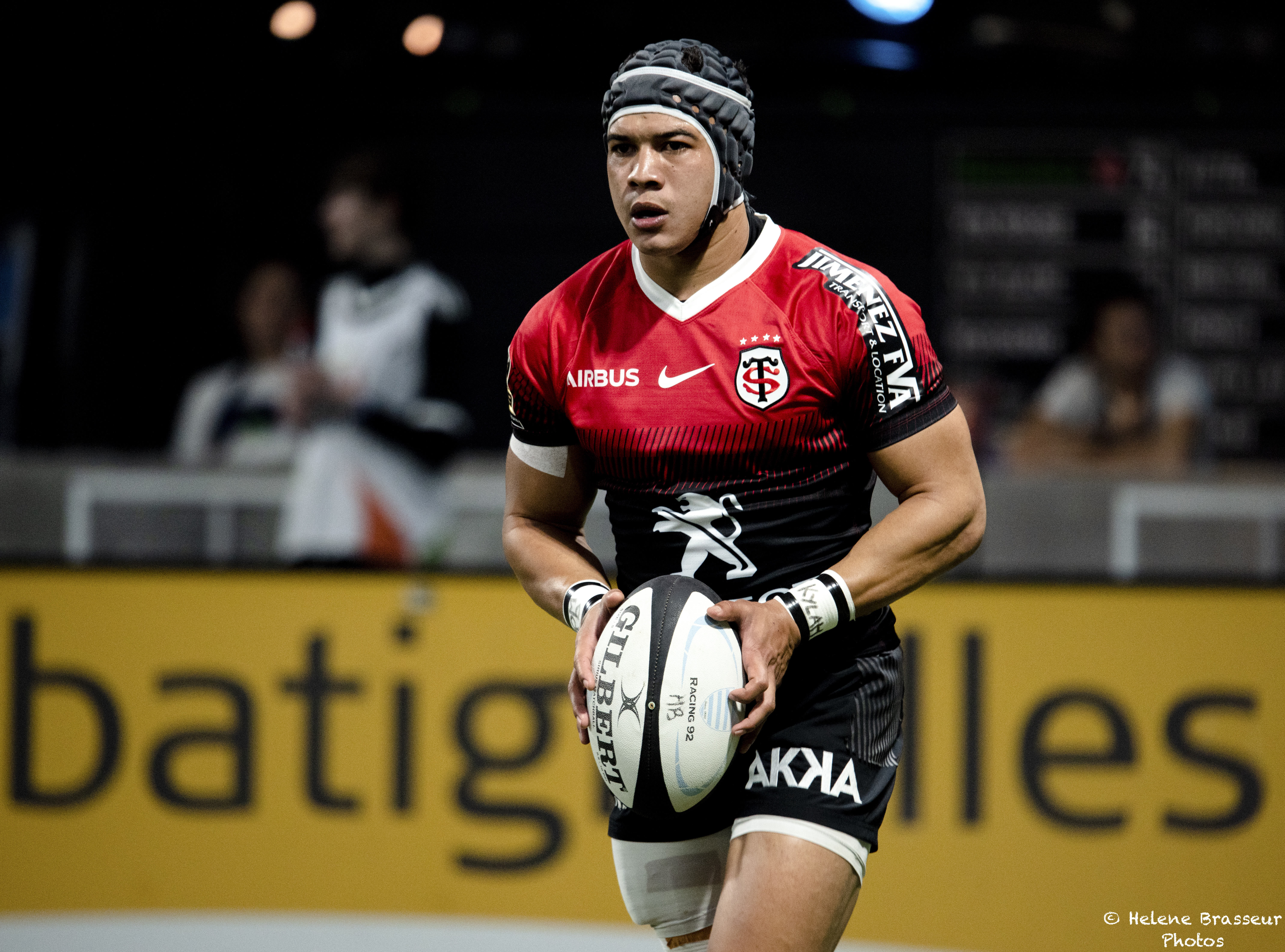
Cheslin Kolbe, en 2020, avec le maillot du Stade toulousain.

Kolbe commence la saison sur des bases élevées avec six essais sur ses six premiers matchs. Il occupe aussi plusieurs postes, jouant demi d'ouverture lors d'un doublon.
Auteur d'une saison pleine, il aide son équipe à réaliser le doublé  Top 14-Coupe d'Europe, battant à chaque fois le Stade Rochelais en finale.
Lors de la finale du Top 14, pour ce qui est son dernier match sous les couleurs toulousaines, il inscrit un drop de 50 mètres qui assomme les Rochelais et donne un avantage définitif à son équipe.

### Transfert à Toulon (2021-2023)

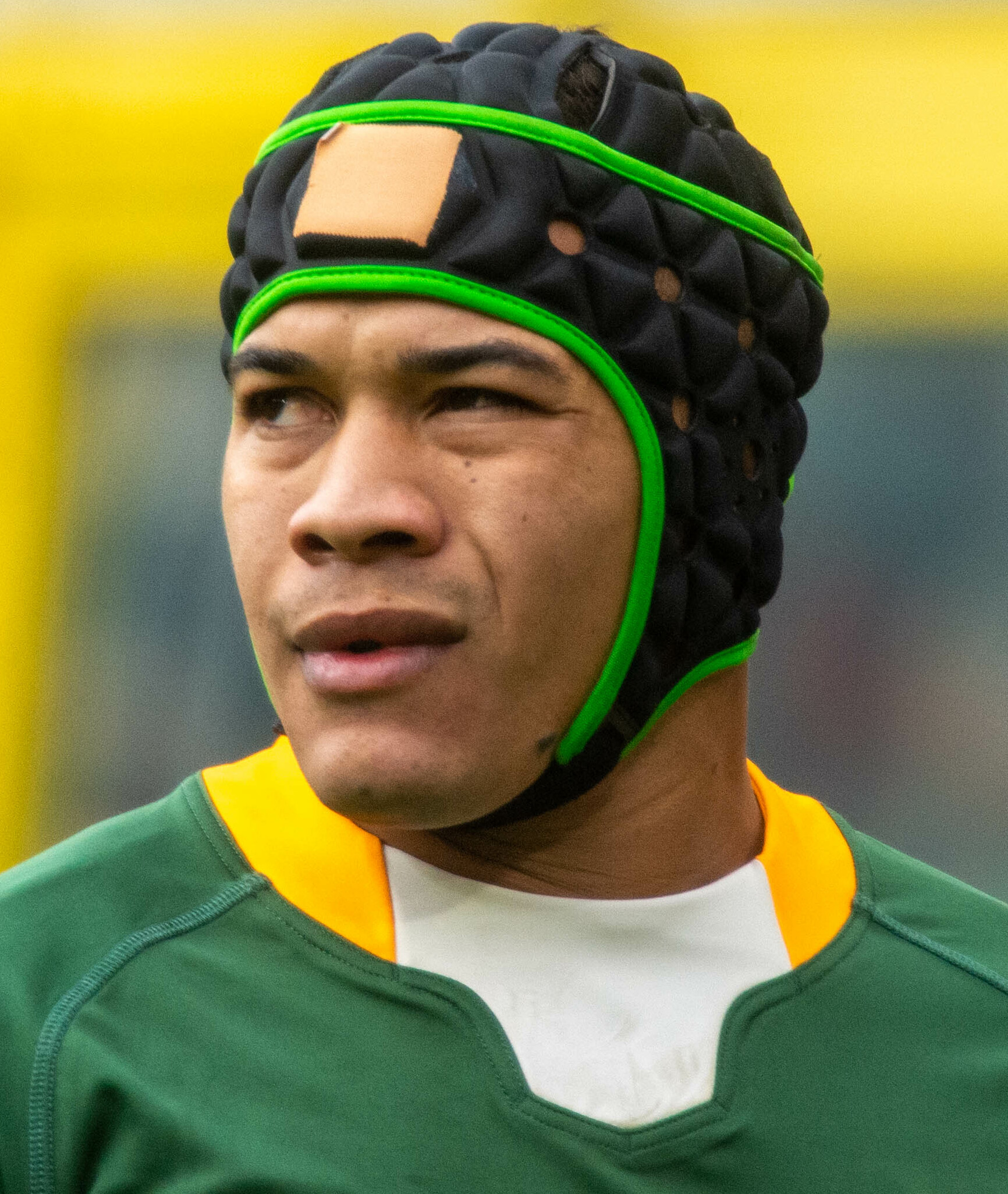
Cheslin Kolbe en 2022 avec les Springboks.

#### Première saison compliquée (2021-2022)
Le 27 août 2021, le RC Toulon annonce l'arrivée de Kolbe dans le Var. Selon le journal L'Équipe, le RCT aurait payé entre 1 et 1,5 M€ pour racheter les deux dernières années de contrat du joueur au Stade Toulousain et lui verserait un salaire de 50 000€ nets mensuels.
Retenu par les Springboks pour disputer le Rugby Championship 2021 et la tournée d'automne entrecoupées d'une période de vacances obligatoire. Il ne joue son premier match sous le maillot rouge et noir que le 17 décembre 2021 face aux Zebre.
Pour cette première saison, il dispute 13 matchs et n'inscrit que quatre essais. Toulon s'incline en finale du Challenge Européen et fini 8e du Top 14. Sur le terrain, Kolbe ne réitère pas ses performances.

#### Un titre puis le départ (2022-2023)
Blessé plusieurs fois, dont une fois en inscrivant un essai, il ne retrouve pas son niveau toulousain, inscrivant seulement six essais en 18 matchs.
Sa saison est polluée par des rumeurs de départ, notamment vers le Japon. Finalement, en fin de saison, le club et le joueur annoncent se séparer d'un commun accord. En deux saisons dans le Var, Kolbe a marqué onze essais et remporté le Challenge Cup 2023.
En juin 2023, il est annoncé au club japonais de Tokyo Sungoliath, où il doit faire ses débuts à la suite de la Coupe du monde 2023, qui a lieu de septembre à octobre de la même année.

## Style de jeu

### Joueur léger et vif
Cheslin Kolbe est un joueur petit (1,71 m) et peu lourd (moins de 80 kg) qui évolue au poste d'arrière principalement. Malgré cela, il est réputé courageux et comme n'ayant pas peur d'aller au contact d'adversaires parfois bien plus imposants que lui.
Lors de l'annonce de sa signature à Toulouse en janvier 2017, Ugo Mola, entraineur du club, énonce les raisons de son recrutement « C’est un garçon qui va nous amener des qualités de vitesse et d’appui. Il est très déroutant sur le fond du terrain, capable de jouer à l’aile et à l’arrière ». Pour Fabien Pelous, directeur sportif, « il viendra compléter notre effectif dans un rôle de finisseur de fond de terrain » avant d'énumérer ses qualités, à savoir « ses qualités de vitesse, ses crochets, son excellent jeu au pied et ses aptitudes de récupérations aériennes ».

### Positionnement et controverse
Formé au poste d'arrière, Cheslin Kolbe fait ses débuts professionnels alternativement à l'aile et à l'arrière, avant de se stabiliser ensuite au poste d'arrière, profitant du départ de Gio Aplon du Cap en 2014. Mais lors de la saison 2017, il est replacé au poste d'ailier avec les Stormers.
Au cours de la saison 2016, à la suite des chocs subis par le joueur pouvant aboutir à des commotions cérébrales (contre les Jaguares, les Sunwolves et les Cheetahs), la question de le faire évoluer dans le triangle arrière, postes plus exposés aux chocs, est posée, notamment par l'ancien sélectionneur des Springboks, Nick Mallett. Ce dernier se pose la question de savoir si Cheslin Kolbe pourrait avoir un niveau international au poste d'arrière, et conclut en déclarant, en septembre 2015, « In the present South African system, they’ll never pick him because he’s too small » qui peut être traduit par « Dans le système Sud-africain actuel, ils ne le sélectionneront jamais car il est trop petit ». En mai 2016, il décrit alors les caractéristiques du joueur, qui selon lui, correspondent plus au poste de demi de mêlée et où les chocs sont moins fréquents « Cheslin Kolbe is incredibly brave, he has very good feet and a good kicking and passing game » pouvant être traduit par « Cheslin Kolbe est incroyablement courageux, il a un très bon jeu de jambes, un bon jeu au pied et une bonne passe ».
L'ancien demi de mêlée des Springboks, Werner Swanepoel, est en accord avec le point de vue de Nick Malett et il prend l'exemple de l'international Francois Hougaard qui a été, selon son point de vue, changé trop tard de poste entre ailier et demi de mêlée.

## Vie privée
Cheslin Kolbe a passé son enfance à  Kraaifontein, un township déshérité du Cap. Comme 9% de la population de l'Afrique du Sud, il fait partie de la communauté métis dite coloured,.
Il est le cousin de Wayde van Niekerk, athlète champion olympique du 400 mètres en 2016, où il bat le record du monde de la distance en 43 s 03.

## Statistiques

### Club, franchise et province
Statistiques en franchise et en club
| Saison                      | Saison                      | Championnat | Championnat | Championnat | Championnat | Championnat | Championnat | Championnat | Coupe d'Europe         | Coupe d'Europe | Coupe d'Europe | Coupe d'Europe | Coupe d'Europe | Coupe d'Europe | Coupe d'Europe |
| Saison                      | Saison                      | Compétition | M           | Pts         | Ess.        | Pén.        | Tr.         | Dp.         | Compétition            | M              | Pts            | Ess.           | Pén.           | Tr.            | Dp.            |
| --------------------------- | --------------------------- | ----------- | ----------- | ----------- | ----------- | ----------- | ----------- | ----------- | ---------------------- | -------------- | -------------- | -------------- | -------------- | -------------- | -------------- |
| 2014                        | Stormers                    | Super Rugby | 7           | -           | -           | -           | -           | -           | -                      | -              | -              | -              | -              | -              | -              |
| 2015                        | Stormers                    | Super Rugby | 16          | 5           | 1           | -           | -           | -           | -                      | -              | -              | -              | -              | -              | -              |
| 2016                        | Stormers                    | Super Rugby | 12          | 10          | 2           | -           | -           | -           | -                      | -              | -              | -              | -              | -              | -              |
| 2017                        | Stormers                    | Super Rugby | 14          | 59          | 9           | -           | 7           | -           | -                      | -              | -              | -              | -              | -              | -              |
| Total Stormers              | Total Stormers              | Super Rugby | 49          | 74          | 12          | 0           | 7           | 0           | -                      | -              | -              | -              | -              | -              | -              |
| 2017-2018                   | Stade toulousain            | Top 14      | 23          | 45          | 9           | -           | -           | -           | Challenge européen     | 1              | 5              | 1              | -              | -              | -              |
| 2018-2019                   | Stade toulousain            | Top 14      | 16          | 30          | 6           | -           | -           | -           | Coupe d'Europe         | 8              | 12             | 2              | -              | 1              | -              |
| 2019-2020                   | Stade toulousain            | Top 14      | 5           | 20          | 2           | 2           | 2           | -           | Coupe d'Europe         | 6              | 10             | 2              | -              | -              | -              |
| 2020-2021                   | Stade toulousain            | Top 14      | 18          | 40          | 7           | -           | 1           | 1           | Coupe d'Europe         | 5              | 10             | 2              | -              | -              | -              |
| Total Stade toulousain      | Total Stade toulousain      | Top 14      | 62          | 135         | 24          | 2           | 3           | 1           | Coupes d'Europe        | 20             | 37             | 7              | -              | 1              | -              |
| 2021-2022                   | RC Toulon                   | Top 14      | 10          | 15          | 3           | -           | -           | -           | Challenge européen     | 3              | 5              | 1              | -              | -              | -              |
| 2022-2023                   | RC Toulon                   | Top 14      | 14          | 25          | 5           | -           | -           | -           | Challenge Cup          | 4              | 5              | 1              | -              | -              | -              |
| Total Rugby club toulonnais | Total Rugby club toulonnais | Top 14      | 24          | 40          | 8           | -           | -           | -           | Challenge européen/Cup | 7              | 10             | 2              | -              | -              | -              |

Statistiques en province
| Saison              | Saison              | Championnat             | Championnat | Championnat | Championnat |
| Saison              | Saison              | Compétition             | M           | Pts         | Ess.        |
| ------------------- | ------------------- | ----------------------- | ----------- | ----------- | ----------- |
| 2013                | Western Province    | Vodacom Cup             | 7           | 20          | 4           |
| 2013                | Western Province    | Currie Cup              | 12          | 15          | 3           |
| 2014                | Western Province    | Currie Cup              | 10          | 25          | 5           |
| 2015                | Western Province    | Currie Cup              | 10          | 5           | 1           |
| 2016                | Western Province    | Currie Cup              | 7           | 0           | 0           |
| Total Western Force | Total Western Force | Super Rugby/Vodacom Cup | 46          | 65          | 13          |

### Équipe nationale
| Année | Compétition        | Matchs | Points | Essais | Drops | Pénalités | Transformations |
| ----- | ------------------ | ------ | ------ | ------ | ----- | --------- | --------------- |
| 2018  | Rugby Championship | 4      | 10     | 2      | 0     | 0         | 0               |
| 2018  | Test matchs        | 3      | 0      | 0      | 0     | 0         | 0               |
| 2019  | Rugby Championship | 2      | 5      | 1      | 0     | 0         | 0               |
| 2019  | Test matchs        | 1      | 10     | 2      | 0     | 0         | 0               |
| 2019  | Coupe du monde     | 4      | 15     | 3      | 0     | 0         | 0               |
| 2021  | Rugby Championship | 1      | 0      | 0      | 0     | 0         | 0               |
| 2021  | Test matchs        | 3      | 5      | 1      | 0     | 0         | 0               |
| 2022  | Test matchs        | 5      | 29     | 2      | 0     | 5         | 2               |
| 2023  | Rugby Championship | 1      | 7      | 1      | 0     | 0         | 1               |
| Total | Total              | 24     | 81     | 12     | 0     | 5         | 3               |

| Essai | Adversaires      | Localité                     | Stade                            | Compétition             | Date              | Résultat |
| ----- | ---------------- | ---------------------------- | -------------------------------- | ----------------------- | ----------------- | -------- |
| 1     | Nouvelle-Zélande | Wellington, Nouvelle-Zélande | Westpac Stadium                  | Rugby Championship      | 15 septembre 2018 | Victoire |
| 2     | Nouvelle-Zélande | Pretoria, Afrique du Sud     | Loftus Versfeld Stadium          | Rugby Championship      | 6 octobre 2018    | Défaite  |
| 3     | Argentine        | Salta, Argentine             | Estadio Padre Ernesto Martearena | Rugby Championship      | 11 août 2019      | Victoire |
| 4     | Japon            | Kumagaya, Japon              | Kumagaya Rugby Stadium           | Test match              | 6 septembre 2019  | Victoire |
| 5     | Japon            | Kumagaya, Japon              | Kumagaya Rugby Stadium           | Test match              | 6 septembre 2019  | Victoire |
| 6     | Italie           | Fukuroi, Japon               | Stade Ecopa de Shizuoka          | Coupe du monde          | 4 octobre 2019    | Victoire |
| 7     | Italie           | Fukuroi, Japon               | Stade Ecopa de Shizuoka          | Coupe du monde          | 4 octobre 2019    | Victoire |
| 8     | Angleterre       | Yokohama, Japon              | Stade international de Yokohama  | Coupe du monde (finale) | 2 novembre 2019   | Victoire |
| 9     | Lions            | Le Cap, Afrique du Sud       | Cape Town Stadium                | Test match              | 7 août 2021       | Victoire |
| 10    | Pays de Galles   | Pretoria, Afrique du Sud     | Loftus Versfeld Stadium          | Test match              | 2 juillet 2022    | Victoire |
| 11    | Italie           | Gênes, Italie                | Stade Luigi-Ferraris             | Test match              | 19 novembre 2022  | Victoire |
| 12    | Nouvelle-Zélande | Auckland, Nouvelle-Zélande   | Mount Smart Stadium              | Rugby Championship      | 15 juillet 2023   | Défaite  |

## Palmarès

### En club et province
- Western Province
  - Vainqueur de la Currie Cup en 2014
  - Finaliste de la Currie Cup en 2013 et 2015

- Stade toulousain
  - Vainqueur du Championnat de France en 2019 et 2021
  - Vainqueur de la Coupe d'Europe en 2021

- RC Toulon
  - Finaliste du Challenge européen en 2022
  - Vainqueur du Challenge européen en 2023

### En sélection nationale
- Afrique du Sud -20
  - Troisième au Championnat du monde junior en 2013

- Afrique du Sud
  - Vainqueur du Rugby Championship en 2019 et 2024
  - Vainqueur de la Coupe du monde en 2019 et 2023

### En rugby à sept
- Vainqueur du tournoi de Las Vegas en 2013,

- Médaille de bronze de rugby à sept aux Jeux olympiques 2016.

### Distinctions personnelles
- Membre de l'équipe type du Super Rugby en 2017[75]
- Nommé aux prix World Rugby pour le titre de meilleur joueur du monde 2019[76]
- Oscar Monde du Midi olympique en 2019[77]
- Nuit du rugby[78] :
  - Meilleur joueur du Championnat de France en 2019
  - Meilleur joueur du Championnat de France à la Coupe du monde 2019
  - Plus bel essai de la saison du Championnat de France en 2018-2019 (contre Pau, 24e journée[79])